# Cabo Betbeder
El cabo Betbeder, también denominado punta Castro, es un cabo que marca el extremo suroeste de la isla Andersson (o Uruguay), situada en la boca sur del estrecho Antarctic, en el extremo noreste de la península Trinidad, Antártida.

## Historia y toponimia
Fue descubierto por la Expedición Antártica Sueca de Otto Nordenskjöld en 1902, y nombrado por él en honor al vicealmirante Onofre Betbeder, ministro de Marina de la República Argentina en dos oportunidades (1901-1904 y 1906-1910), quien ordenó el envío de la corbeta ARA Uruguay para rescatar a la expedición.
El nombre alternativo, hace referencia a un tripulante de la corbeta Uruguay, de apellido Castro.

## Reclamaciones territoriales
Argentina incluye a la isla en el departamento Antártida Argentina dentro de la provincia de Tierra del Fuego, Antártida e Islas del Atlántico Sur; para Chile forma parte de la comuna Antártica de la provincia Antártica Chilena dentro de la Región de Magallanes y de la Antártica Chilena; y para el Reino Unido integra el Territorio Antártico Británico. Las tres reclamaciones están sujetas a las disposiciones del Tratado Antártico.
Nomenclatura de los países reclamantes: 
- Argentina: cabo Betbeder[5][6] o punta Castro[7]
- Chile: cabo Betbeder[8]
- Reino Unido: Cape Betbeder[3]